# Lappies Labuschagné
Pieter Hermias Cornelius Labuschagné (* 11. ledna 1989, Pretoria) je ragbista hrající na pozici rváčka za japonský klub Kubota Spears a za japonskou reprezentaci. V sezoně 2020-21 byl vybrán do nejlepší sestavy roku japonské ligy. V sezoně 2023/24 byl zvolen jako nejlepší hráč na skládky v japonské lize.
Narodil se v Jihoafrické republice a za Japonsko mohl hrát po tříletém pobytu v zemi. Premiéru zažil v červenci 2019 proti Fidži v Pacifickém poháru. Zúčastnil se MS 2019. Na tomto turnaji položil proti Rusku svou první reprezentační pětku. Při historicky prvním vítězstvím nad Irskem byl kapitánem. Také byl kapitánem v zápase proti Samoe a pomohl své zemi se poprvé v historii dostat do čtvrtfinále světového šampionátu. Zúčastnil se i MS 2023.